# Andor Ákos
Andor Ákos (* 17. Juli 1893 in Nagybecskerék (deutsch Großbetschkerek), Königreich Ungarn, Österreich-Ungarn; † 1. Juli 1940 in Wien) war ein ungarisch-deutscher Architekt, Innenarchitekt, Maler und Grafiker.
Der katholisch erzogene und deutschnational Gesinnte starb als Opfer der NS-Rassenideologie nach der Aufdeckung seiner jüdischen Identität infolge der Aufforderung zum Suizid. Er unternahm diesen Schritt, um seine Offiziersehre zu wahren und seine Familie und Freunde vor Verfolgung zu schützen. Hintergrund war nach gegenwärtigem Forschungsstand die Konvertierung zur jüdischen Religion im jugendlichen Alter durch Wiederverheiratung seiner Mutter mit einem deutschen Juden. Mit Erreichung der Mündigkeit muss er zum katholischen Glauben rekonvertiert sein.
Als Architekt und Innenarchitekt wirkte er seit März 1920 in Kempten (Allgäu); er prägte als Baumeister der 1920er und 1930er Jahre das Stadtbild sowie durch zahlreiche Bauten auch die Architektur des Allgäus und Schwabens (Rathaus- und Kornhausumbau, Kirchenneubauten, Friedhofs- und Denkmälergestaltung in Kempten, Stadt- und Landhäuser, Gasthöfe, Gewerbe- und Industrieobjekte sowie große Siedlungsprojekte) und entwarf in nur 20 Jahren in Kempten und ganz Süddeutschland fast 250 Bauwerke und Inneneinrichtungen. Seine ganzheitliche Arbeitsweise (schlüsselfertiges Bauwerk einschließlich Inneneinrichtung mit komplettem Mobiliar) sowie sein Streben, seine Bauprojekte möglichst mit Kunst am und im Bau zu verbinden, waren sein Markenzeichen und vor allem bei gutbetuchten privaten Bauherren beliebt. Seine Rolle als Projektant von Interieurs und Mobiliar wurde erst durch die neuere Forschung bekannt.
Er war ein Vertreter und Vorreiter des süddeutschen Landhausstils insbesondere in den 1930er Jahren im Allgäu. Zudem trat er in den 1920er Jahren als begabter Grafiker und Maler in Erscheinung, wobei seine Porträtzeichnungen von Kemptener Persönlichkeiten bekannt sind.

## Leben und Werk

### Banat, München, Kriegsfronten – Jugend, Studium, Erster Weltkrieg
Über Ákos’ Kindheit und Jugend war bis 2007 nichts bekannt. Erst seit dieser Zeit konnten die nachfolgenden Erkenntnisse gewonnen werden. 1899 schulten ihn seine Eltern, Michael Ákos (* 1857; † unb.), Großgrundbesitzer im Banat, und Malwine Amelie Ákos geborene Vág (Waag) (1870–1954), in die Elementarschule in Gyertyámos im Banat (dt. Gertianosch, rumän. Cărpini) ein, dem Geburtsort seiner Mutter. Von dort wechselte er 1903 auf das Gymnasium in Arad im heutigen Westrumänien (bis 1905). Anschließend besuchte er ein Schuljahr lang das Gymnasium in Temesvár. Von 1906 an war Ákos weitere fünf Jahre Gymnasiast in Budapest, wo er am 16. Juni 1911 das Abiturzeugnis des Humanistischen Gymnasiums der Elisabethstadt (VII. Stadtbezirk) erhielt. In dieser Zeit muss seine Mutter bereits mit dem jüdischen Bankdirektor Max Klein verheiratet gewesen sein, der zeitweise Chef der Mostarer Filiale der Privilegierten Landesbank von Bosnien und Herzegowina mit Stammsitz im bosnischen Banjaluka („Mostarska Filijala Privil. Zemealsjske Banke za Bosnu i Herzcegovinu“) und später, in Andor Ákos' Studienzeit, in Wien beruflich tätig war.
Seit dem Wintersemester 1911 studierte Ákos Architektur an der Technischen Hochschule München. Ein hinreichender Grund für Ákos’ Wahl der Studienortes waren auch die hier tätigen renommierten Professoren Friedrich von Thiersch und Theodor Fischer, die ihn besonders beeinflussten. Das traf ganz besonders auf seinen Lieblingsprofessor Fischer zu, der bekannt für seinen eigenen Stil zwischen Historismus und Jugendstil war. Er versuchte stets mit den Gegebenheiten vor Ort zu arbeiten und sich in die regionalen Besonderheiten zu vertiefen. Ihm waren vor allem die sozialen Auswirkungen seiner Ideen und Pläne auf die zukünftigen Bewohner und Nutzer wichtig, d. h. er war bemüht, eine soziokulturelle Komponente in sein Schaffen einzubringen. Seine Bauten, deren Stil an der Wende vom Historismus zur neueren, zweckbetonten Bauweise steht, zeichnen sich durch sorgfältige Materialbehandlung und Detailgestaltung aus. Diese Fischer’sche Werkbetrachtung ist zwar nicht deckungsgleich auf seinen fleißigen Schüler Andor Ákos anwendbar, dessen im Berufsleben angewandte Struktur- und Formensprache hat hier aber ihre tieferen Wurzeln. Zumindest sind zahlreiche der genannten Aspekte in ähnlicher Form, aber mit eigener Ausgestaltung bei dem späteren Kemptener Architekten wieder zu finden. Der Waltenhofener Architekt Willi Wollmann, selbst Besitzer eines von Ákos gebauten Landhauses in Oberdorf / Martinszell, äußerte folgendes: „Seine Werke strahlen solide Gediegenheit und Bodenständigkeit aus. Proportionen und Materialwahl sind ausgewogen und stimmig. Sie dürften allgemein dem Begriff ‚alpenländisch‘ zugeordnet werden […] Das kann man heute noch an seinen gebauten Werken feststellen, die Herr Ákos harmonisch in die Landschaft und Umgebungsbebauung integriert hat“.
Mit Ausbruch des Ersten Weltkriegs wurde er im August 1914 nach Innsbruck zum k.u.k. I. Tiroler Kaiserjägerregiment rekrutiert, einer österreichischen Elitetruppe. Diese Einberufung als Einjährig-Freiwilliger diente der Ausbildung zum Reserveoffizier. Von Januar 1915 diente er an der Ostfront, dann in Italien (vor allem an der Gebirgsfront); 1917 erfolgte die Ernennung zum Leutnant und Kompaniechef; spätestens Anfang 1918 die Beförderung zum Oberleutnant. Anfang Dezember 1918 wurde er demobilisiert und in die Reserve versetzt. Ákos stand in unzähligen, für sein Regiment äußerst verlustreichen Gefechten, bei denen er – wie von ihm selbst in der Stunde seines Suizids niedergeschrieben – ständig dem Tod ins Auge sah. Für seine äußerste Tapferkeit erhielt er eine der höchsten österreichischen Kriegsauszeichnungen, den „Orden der Eisernen Krone mit Schwertern“ durch Kaiser Karl I. von Österreich-Ungarn verliehen, deren Träger bis 1884 noch in den erblichen Ritterstand erhoben wurden.
Im Zusammenhang mit einem kaiserlichen Erlass über ein Kriegssemester an den Universitäten und Hochschulen der k. u. k. Monarchie für im Felde stehende Studenten der höheren Studienjahre absolvierte Ákos ein solches im Sommer 1918 als Gaststudent an der Technischen Hochschule Budapest. Ab Mitte Januar 1919 setzte er schließlich sein Architekturstudium in München fort. Nach der mit Auszeichnung bestandenen Diplom-Hauptprüfung (Notendurchschnitt 1,5) erhielt er am 13. September 1919 die Urkunde der Technischen Hochschule München als Diplom-Ingenieur im Fach Architektur.

### Berufliche Perspektive im Allgäu

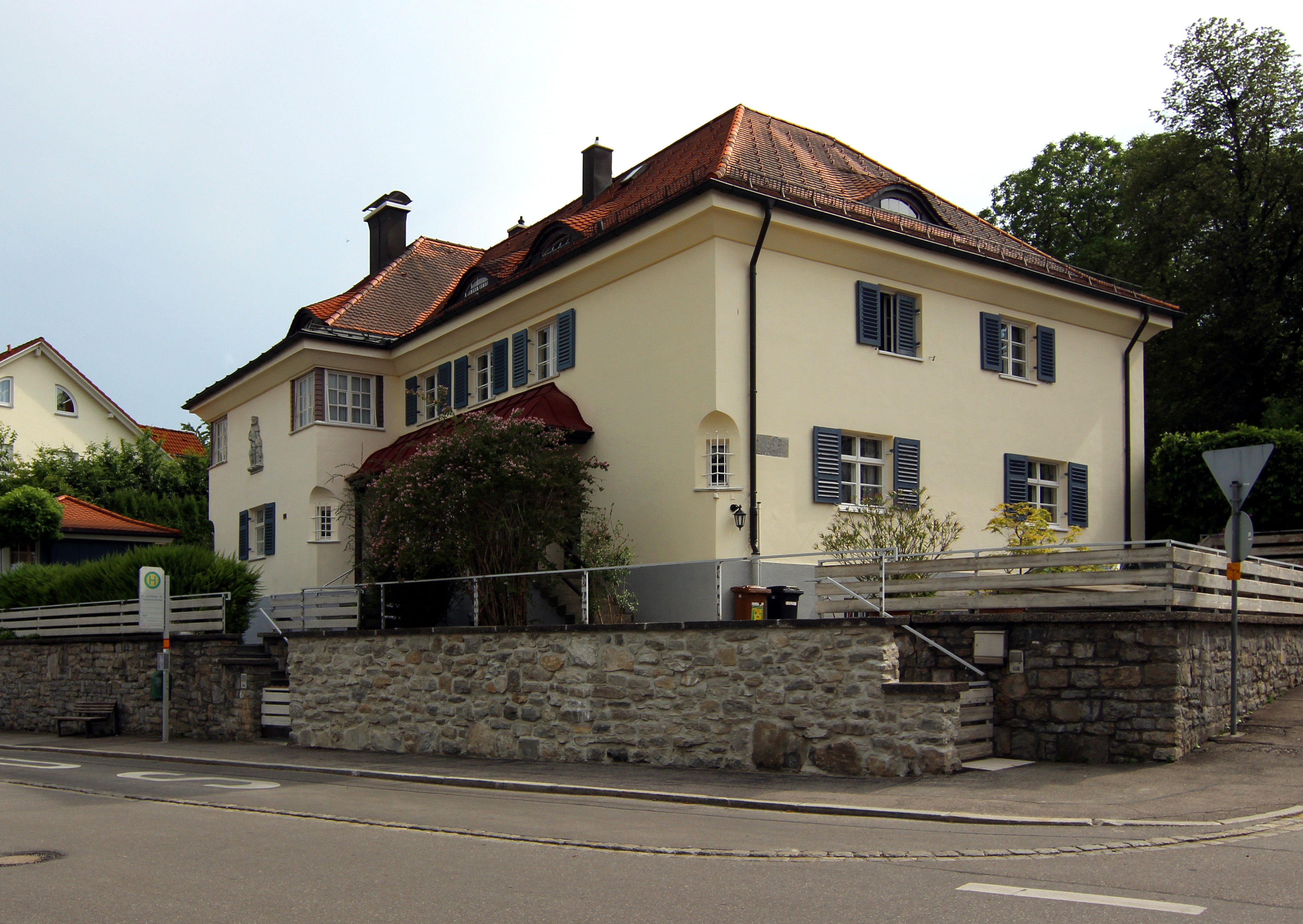
Ákos-Haus, Maler-Lochbihler-Straße, Kempten

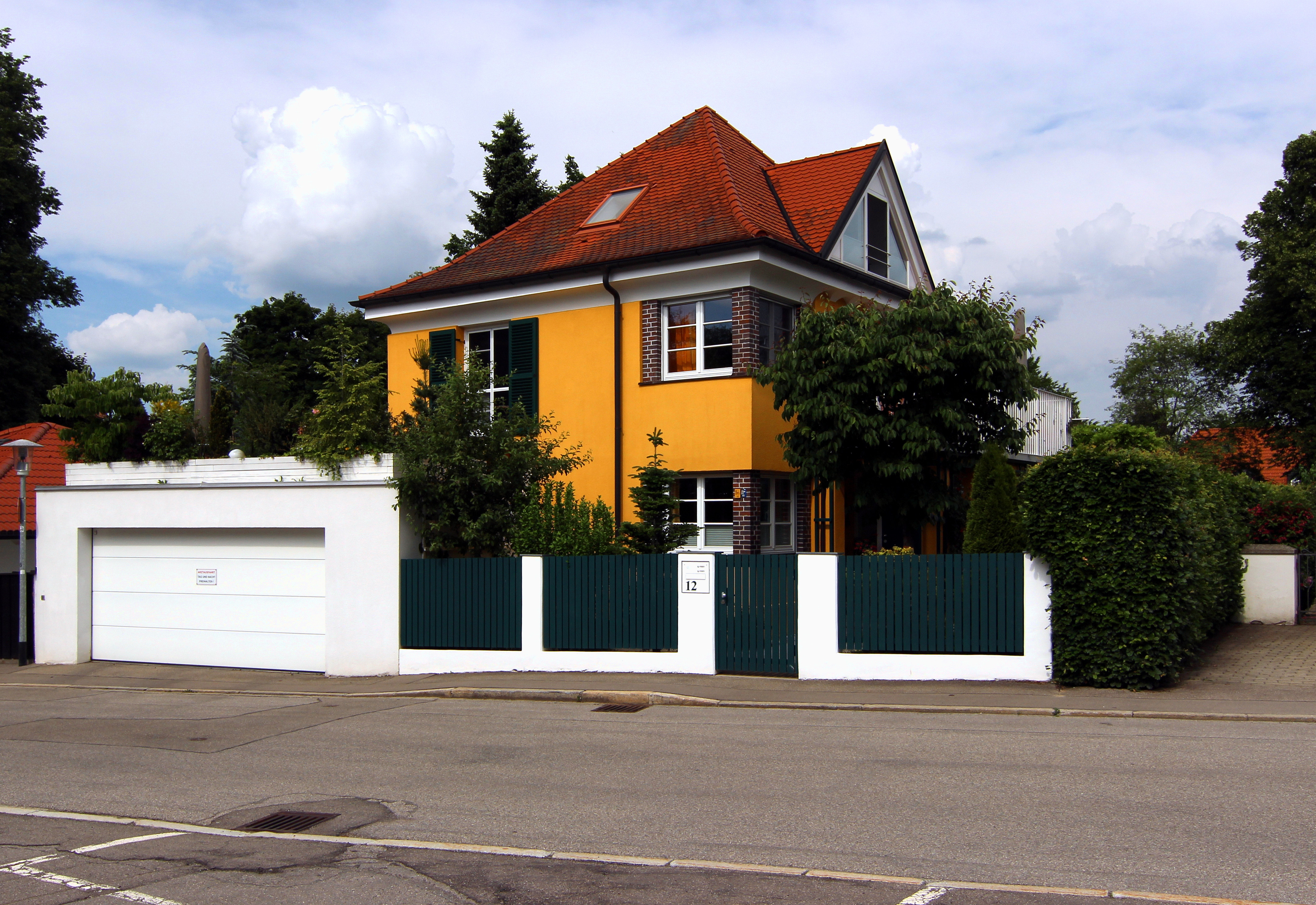
Typischer Villenbau von Ákos am Haubenschloß in Kempten: Sichtbare Ziegel setzen Akzente in den ansonsten schlichten Häusern

Ákos war schon kurz nach Beendigung seines Studiums, d. h. in den letzten Monaten des Jahres 1919, im Allgäu tätig, als er in Seltmans (Weitnau) als Innenarchitekt die Wohnung des Papierfabrikanten Heinrich Nicolaus auf dessen Werksgelände einrichtete. Erst im März 1920 zog er von München nach Kempten, um bereits im November desselben Jahres die bayerische Staatsbürgerschaft zu erwerben. Seine Ansiedlung in Kempten stand im Zusammenhang mit der zwischen 1920 und 1926 währenden Anstellung als „Künstlerischer Leiter“ (Innenarchitekt, Möbeldesigner) bei dem Unternehmen Gebrüder Friedrich und Christian Botzenhardt (Architekturbüro, Schreinerei, Möbelfabrik). Sein erstes bisher für Kempten nachgewiesenes Bauprojekt war der 1920 ausgeführte Umbau des Rathauses Kempten, zur Schaffung neuer Amtsräume für den Oberbürgermeister Otto Merkt (Arbeits- und Empfangszimmer) und einige Ämter, einschließlich der Neugestaltung der Inneneinrichtung mit Mobiliar. 1921/1922 arbeitete Ákos gemeinsam mit einem Kollegen am Umbau und der Neueinrichtung der Kemptener Filiale der Allgäuer Vereinsbank, Bahnhofstraße 12 (heute Bahnhof-Apotheke) und gestaltete hier erstmals Elemente der Kunst am Bau.
Zahlreiche weitere, bereits auch ganzheitlich konzipierte Objekte folgten, u. a.: Landhaus für Heinrich Nicolaus in Seltmans (1922/1923: Innengestaltung und Mobiliar; 1925 Erweiterungsbau und Ergänzungsgestaltung); in Kempten: Haus für Dr. Leo Dorn, Doppelwohnhaus auf dem Haubenschloss (noch heute bekannt als „Ákos-Haus“), Maler-Lochbihler-Straße 13 und 15: Neubau und Einrichtung, Fresko an der Hauswand; Seidenhaus Betty Nast, Salzstraße 18 (Umbau); Hut- und Schuhladen Johann Durst: Umbau mit Stockwerksaufbau; Café und Konditorei Wilhelm Schmid, Salzstraße 10: Erweiterungsbau mit Wintergarten (alle 1924); Schuh- und Modehaus Josef M. Sax, Fischerstraße 25: Umbau der ehemaligen Kemptener Schalterhalle der Bayerischen Vereinsbank und Einrichtung als modernes Geschäft; Landhausvilla für den Bankier Max Schellhorn, Lindauer Straße 29: Bau und Einrichtung (beide 1924/1925); Glashandlung Salzmann (Inhaber Josef Kolb), Fischerstraße 16: Umbau (1925/1926); „Gasthaus zur Krone“ in Pfronten: Umbau und Einrichtung (1924).
In diese Zeit fallen zudem Publikationen für Botzenhardt, die die Forschung Ákos zuschreiben konnte, sowie überregionale Ambitionen, so als er sich mit einem Entwurf am Architektenwettbewerb für das 1926 als Varieté und Filmtheater eröffnete heutige Bonner Metropol-Theater beteiligte.

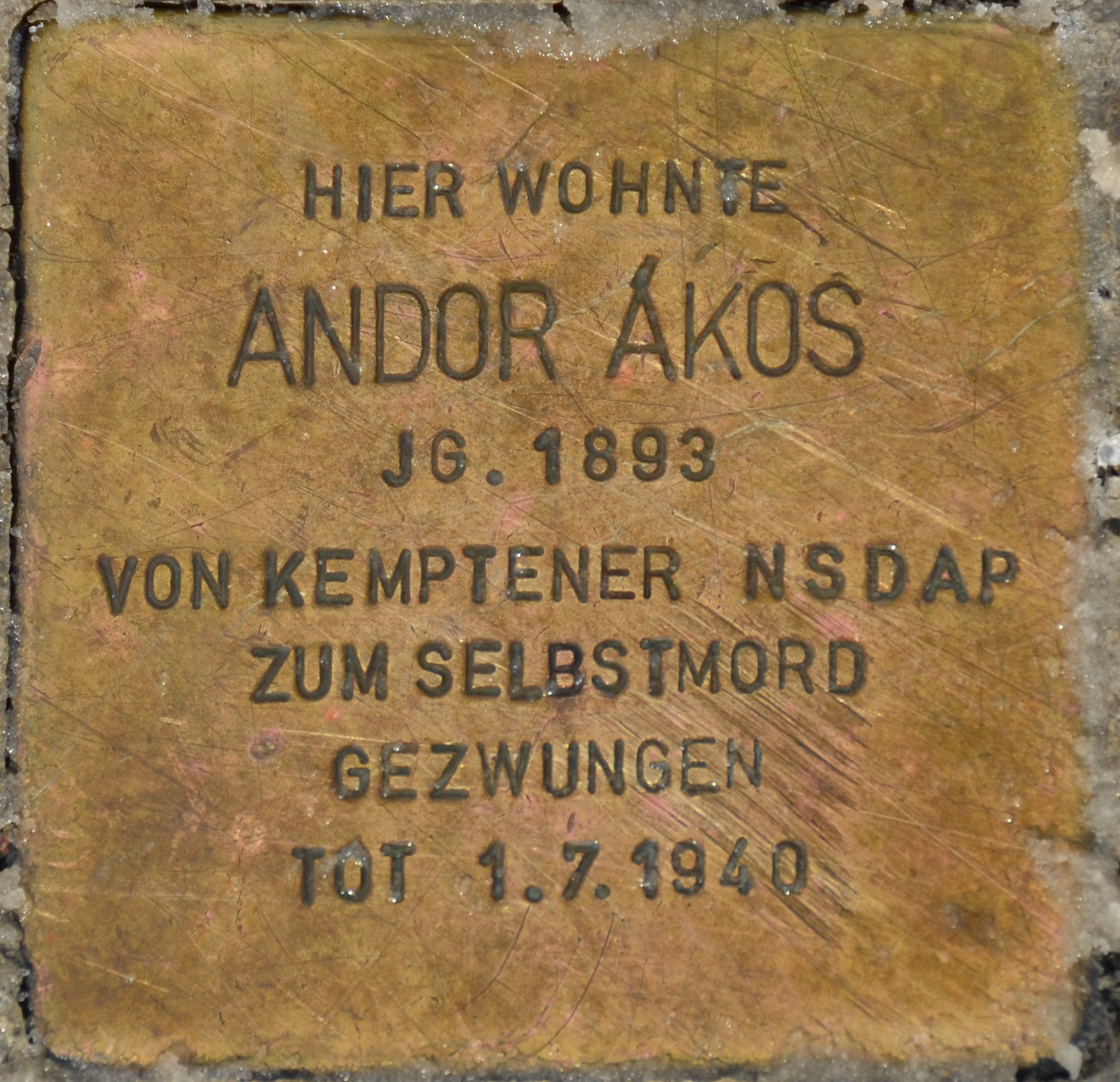
Stolperstein für Andor Ákos vor seinem Wohnhaus und der Gaststätte Zum Stift in Kempten

War Ákos bei der 1926 erfolgten Neugestaltung der Kemptener Städtischen Kornhaussäle (Vestibül, Großer Saal und Kleiner Saal; letzterer inoffiziell in Erinnerung an seinen Schöpfer „Ákos-Saal“ genannt, ein noch heute sichtbares Beispiel im Ákos’schen Schaffen für das Thema Kunst am Bau, mit den Ideenentwürfen der zwölf in die sechs tragenden Säulen eingearbeiteten Halbplastiken) noch als Botzenhardt-Mitarbeiter tätig, so tritt er danach als selbstständiger Architekt auf (18. September 1926: Niederlassung in Kempten; Büro und Wohnung nach seinen Plänen im ersten Obergeschoss des Gasthofs zum Stift, Stiftsplatz 1).

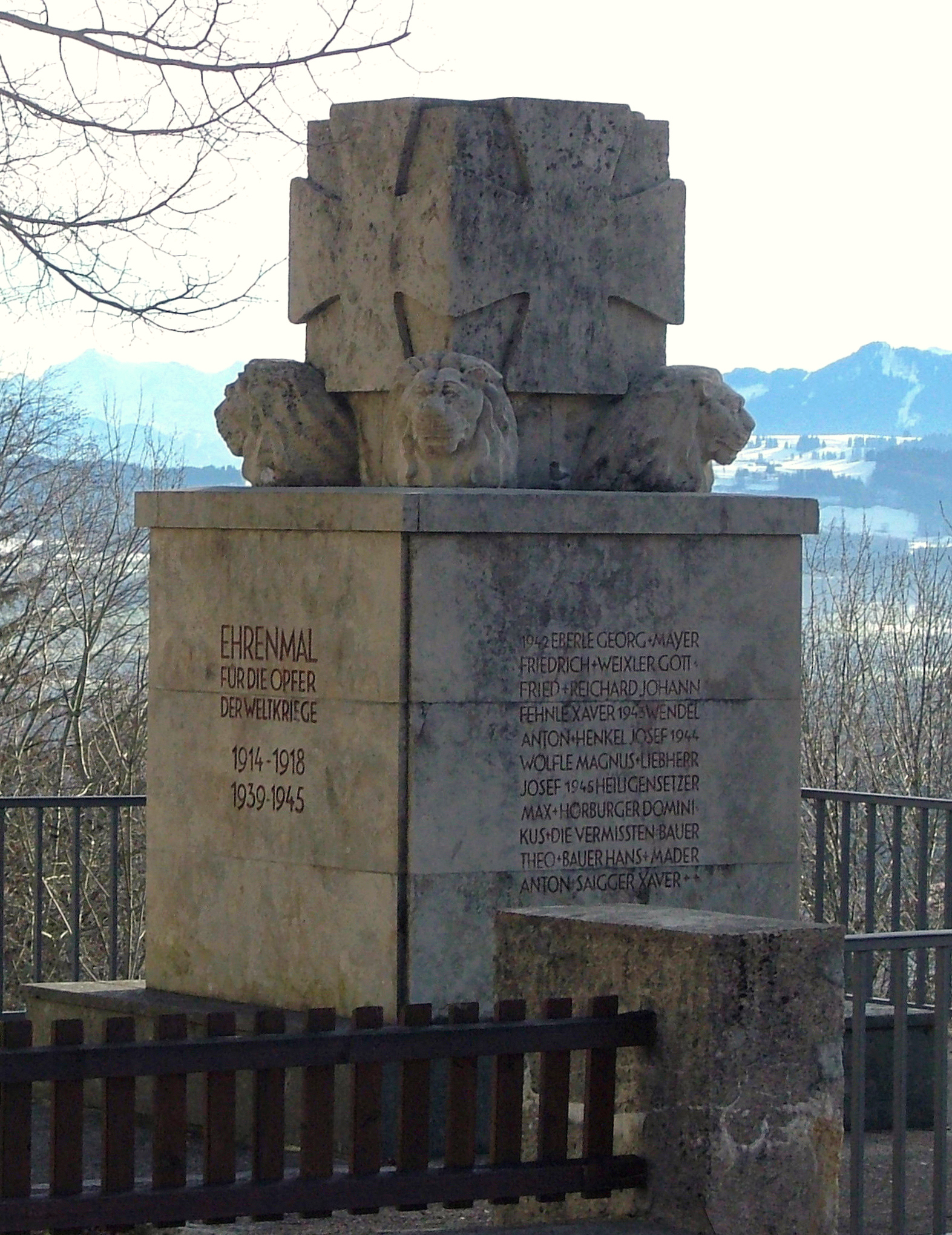
Kriegerdenkmal auf dem Mariaberg in Kempten

Ausdruck dessen sind: Neubauprojekt und künstlerische Einrichtung der Kemptener Friedenskirche Christi Himmelfahrt (Notkirche; Einweihung Februar 1927; bekanntestes Ákos-Bauwerk, Abriss 1973); Neugestaltung des Kemptener Katholischen Friedhofs am Gottesackerweg (Umbau: große Friedhofskapelle, Friedhofsnebeneingang, Friedhofsmauer; Neubau: Grabkapelle in der Friedhofsmauer; Errichtung: Wandgrabmal, Kriegergedächtniskapelle für die Gefallenen des Ersten Weltkriegs), Bau des Kriegerdenkmals auf dem Mariaberg in Kempten; Umbau einer einstigen Kemptener Fabrikantenvilla und deren Einrichtung durch eine anspruchsvolle Innen- und Gartenarchitektur als „Conditorei-Café Peuschel“, Beethovenstraße 13.

#### Ákos’ Handschrift im Kemptener Stadtbild – Kirchenbaumeister und Denkmalgestalter
Seine tiefe Verwurzelung in der deutschen Geisteswelt und in der katholischen Religion offenbart sich an seiner Hinwendung zum Kirchenbaumeister und Denkmalgestalter, wodurch man ihm schon zu seinen Lebzeiten zumaß, dass er im Kemptener Stadtbild seine Handschrift hinterließ. Völlig unbekannt ist heute – damals allgegenwärtig –, dass die Gestalt des katholischen Friedhofs am Gottesackerweg mit zahlreichen Elementen auf Andor Ákos zurückgeht. Er baute nicht nur die Friedenskirche Christi Himmelfahrt, stattete sie in eigener Weise aus, sodass ihr Charakter als Notkirche völlig verblasste, sondern prägte mit dem Neu- beziehungsweise Umbau von weiteren Sakralbauten seinen Ruf als hochgeschätzter Kirchenbaumeister und Denkmalgestalter, abzulesen an der großen Friedhofskapelle, der Kriegergedächtniskapelle, dem großen Marienbrunnen, dem religiös motivierten Hirsch-Brunnen, dem Soldatenfriedhof und die Kemptener Ehrengräber auf dem Friedhof, der Kirche Maria Hilfe der Christen in der Eich und den Kreuzwegstationen der Kemptener Mutterkirche St. Lorenz, deren Aufstellung und Gestaltungsweise auf ihn zurückgehen.

#### Siedlungs-, Gewerbe- und Industriebau
Seine Handschrift im Kemptener Stadtbild hinterließ Ákos in vielfältiger Form auch im Siedlungs-, Gewerbe- und Industriebau. Bis Mitte der 1920er Jahre erwarb sich Ákos endgültig den Ruf eines außergewöhnlichen Innenraumgestalters und Architekten, dem anspruchsvolle, formschöne und besonders gut gelungene, zudem kostengünstige Arbeit bescheinigt wurde, wie aus den im Nachlass überlieferten Referenzschreiben seiner zahlreichen Bauherren hervorgeht. Darunter befinden sich auch Großprojekte wie die Siedlungsbauten in den Neubaugebieten Haubenschloss (Ueblher- / Hermannstraße; 1927) und Lindauer Straße / Förderreutherweg (1928) in Kempten, wo er insgesamt 10 Landhäuser und 10 Doppelhaushälften errichtet, sowie die Kriegsbeschädigtensiedlung Kempten mit fünf Reihenhäusern, Westendstraße 41, 42–44, 45–47 (1928/1929).
Als Mitbegründer der „Schlaraffia Cambodunum“ in Kempten (1929) baute er 1928 deren Stiftsburg und richtete sie auf eigene Kosten (als Vorleistung) im unteren Teil der Brauereigaststätte Zum Stift ein. 1937 realisierte er hier im gleichen Gebäudeteil auf Bitten von Oberbürgermeister Otto Merkt in ähnlicher Form das Lokal der „Algovia“ Kempten, einer 1893 gegründeten Akademischen Ferienvereinigung. Der Algovia-Raum erhält aufgrund seines langgestreckten Grundrisses den Spitznamen „Schlauch“.
Bis Anfang der 1930er Jahre baute Ákos in Kempten und im Allgäu zahlreiche Geschäftshäuser beziehungsweise Wohn- und Geschäftshäuser und richtet sie zweckgemäß ein: u. a. das Katholische Gesellenhaus, Gesellenweg 7: Um- und Erweiterungsbau; das Katholische Vereinshaus, Linggstraße 4: Neubau des Sitzungssaales; Gasthof „Bayerischer Hof“, Füssener Straße 96: Umbau mit Dachgeschossaufbau, Inneneinrichtung einschließlich künstlerischer Gestaltung der Fassaden nach Ideen von Ákos ausgeführt durch Rudolf Stolz aus Südtirol; Bahnhofhotel mit Colosseum (Besitzerin: Kreszenz Walter), Mozartstraße 2 / Königstraße 1: Um- und Saaleinbau: Vestibül und Kleiner Saal (alle 1927); Färberei Gruber, Kempten, Haubenschloßstraße 31 und Bäckerei Adolf Nieberle, Kempten, Kaufbeurer Straße 29: beide Neubau mit wohn- und gewerbetechnischer Ausstattung; zwei Gleichrichterstationen (Trafostationen) des Städtischen Elektrizitätswerks Kempten, Wiesstraße und Westendstraße 44 (letztere mit Geschäfts- und Wohnhaus Albert Uhl), Westendstraße 42; „Gasthof zum Ochsen“, Dietmannsried, Memminger Straße 2: Umbau und Einrichtung: Café und Weinlokal (alle 1928/1929); Eisenwarenhandlung Franz Tröger, Bahnhofstraße 14: Stockwerksaufbau (1930); Bäckerei–Konditorei Paul Gebath, Oy (1934).

#### Industriebauten
Als bevorzugter Architekt des Unternehmers Heinrich Nicolaus realisierte er in den Jahren 1931 bis 1936 für dessen Papierfabriken in Seltmans und Kempten mehrere Projekte (Generalbebauungsplan), errichtete in Seltmans eine große Wohnsiedlung für Mitarbeiter (rund 20 Einzel- und Doppelhäuser) und rekonstruierte das Nicolaus’sche Gut Oberzeismering am Westufer des Starnberger Sees.
Für industrielle Auftraggeber in Bayern und Baden-Württemberg arbeitete er in den 1920er und 1930er Jahren u. a. durch die Errichtung und technische Ausstattung der Milchwerke Aitrang, Ollarzried und Radolfszell sowie der Molkerei Meggle in Wasserburg am Inn und der Camenbertfabrik Defloria in Tegernsee (beide Neubau), die Papierfabrik Baienfurt AG in Baienfurt (Württemberg) (Generalbebauungsplan), des Bavaria-Verlages in Gauting bei München (Um- und Neubau).
Ein weiteres größeres Industrieprojekt stellt der Neubau des Gebäudekomplexes der Fa. Carl Deiring (Heizungs-, Lüftungs- und Gasschutzanlagenbau), Immenstädter Straße 83–85, einschließlich der Unternehmervilla im Landhausstil, Haslacher Berg 2, dar.
Einige der genannten Ákos-Industriebauten fielen strukturbedingten Rekonstruktionen zum Opfer, darunter das Milchwerk Aitrang.

#### Gaststättenbau
Als Baumeister für Gewerbe und Handel war Ákos besonders im Gaststättenbau erfolgreich. Auch hier ist es nur möglich, über die bereits erwähnten Beispiele hinaus noch einige herausragende zu nennen. Eine besondere Rolle spielt dabei der nach einem Brand 1929 neu errichtete Hotelgasthof „Löwen“ in Oy. Er war der erste Gasthofneubau, den Ákos im Landhausstil gestaltete und mit einer damals neuartigen Einrichtung ausstattete.

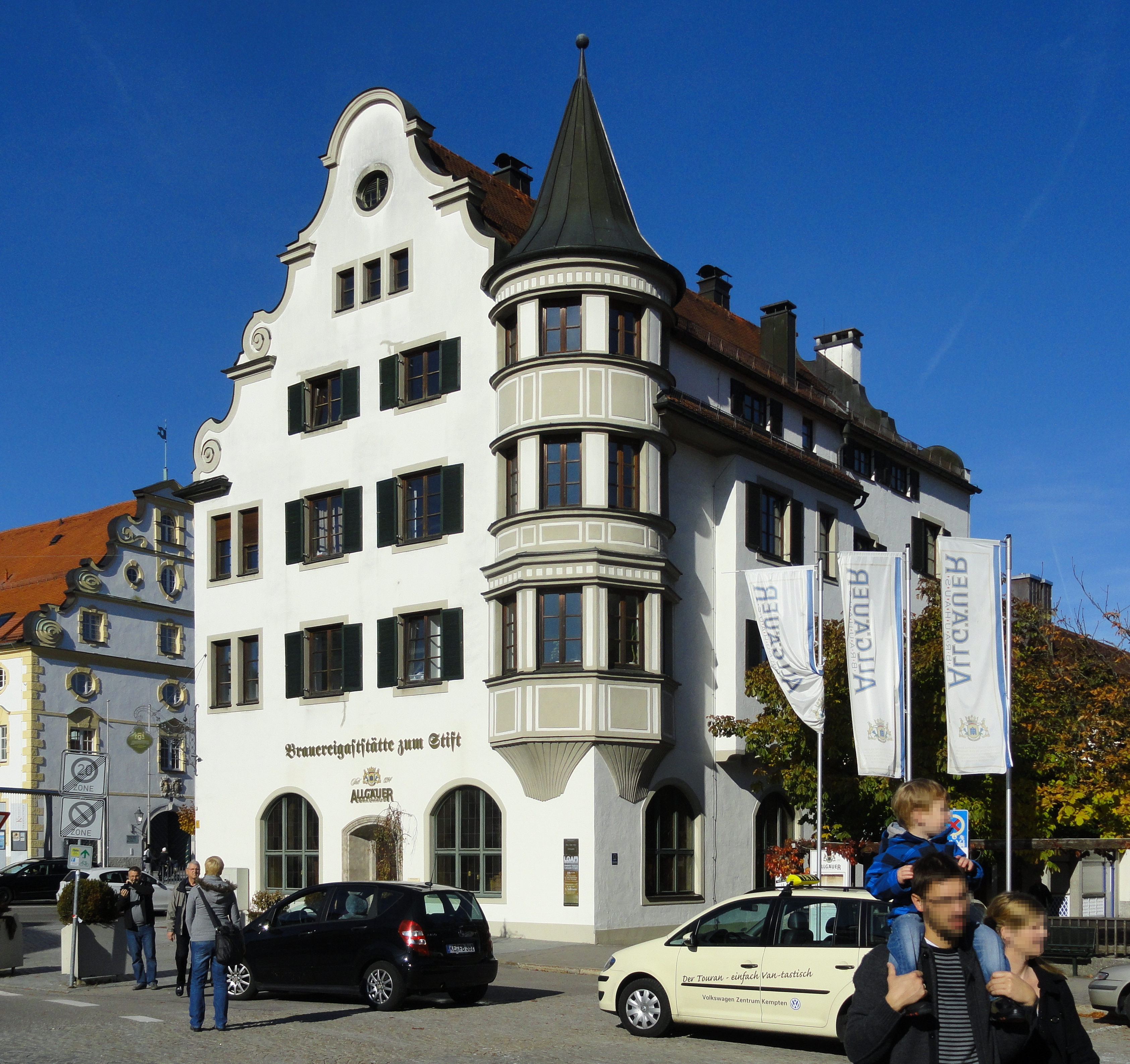
Gaststätte Zum Stift

In die Reihe der in den 1930er Jahren neu- beziehungsweise umgebauten Gaststätten sind des Weiteren u. a. zu nennen:
Kempten: „Hotel zur Post“, Poststraße 7–9: Umbau, Innenraumgestaltung, Mobiliar, Beleuchtung, Technik, Kunst im Bau (Intarsientür nach Entwürfen von Ákos, geschaffen durch Franz Xaver Unterseher, Kempten) und „Gasthof zum Stift“, Untere Stiftshallen, Stiftsplatz 1 und 3, Kirchberg 3 und 3a: Umbau Innenraumgestaltung, Mobiliar, Beleuchtung, Technik, Kunst am Bau (in Keramik ausgeführte Figurenreliefs von Ákos' Freund Eugen Mayer-Faßold (München) sowie Kegelbahnen im Kellergewölbe der alten Stiftsbrauerei unter den Stiftshallen, deren Zugang Kunstmaler Franz Weiß mit thematisch entsprechenden Fresken ausschmückte, jeweils nach Entwürfen von Ákos);
Oberstdorf: Parkhotel Luitpold, Freiherr-von-Brutscher-Straße 5: Umbau des Hotelvestibüls und Pension „Altes Forsthaus“ (heute Kurparkhotel), Prinzenstraße 1: Um- und Erweiterungsbau;
Krumbach: Gasthof zur „Goldenen Traube“, Marktplatz 14: Neubau, Innenraumgestaltung, Mobiliar, Beleuchtung, Technik, Kunst am Bau (typisches Ákos-Objekt mit reicher künstlerischer Ausstattung: „Traube-Ma“, „Spieß der Sieben Schwaben“);
Nesselwang: Brauereigasthof „Bären“, Hauptstraße 3: Um- und Ausbau mit Saalneubau, Innengestaltung, Mobiliar, Beleuchtung, Technik (Eichenholzvertäfelung in der „Ákos-Stube“ mit edlen Intarsienpaneelen, nach Ákos-Entwürfen wiederum geschaffen durch F. X. Unterseher); Babenhausen: Gasthof „Bräustübl“ (Brauerei Seiler [ehem. Fürstlich Fuggersche Brauerei]): Umbau, Innenraumgestaltung, Mobiliar, Beleuchtung, Technik, Kunst am Bau (Fresken von Kunstmaler Franz Weiß, Kempten);
Oy: Café „Sonnenterrasse“, Tannenhofstraße 9 und Kurheim Pension Leo Vogl (jeweils Neubau im Landhausstil, Innenraumgestaltung, Mobiliar usw.);
Bad Hindelang: Hotel Hotes, Rosengasse 10: Um- und Erweiterungsbau im Landhausstil, Innenraumgestaltung, Mobiliar usw.;
Rieden am Forggensee: „Gasthof zum Morgenstern“, St.-Urban-Straße 10 (1988 durch Brand vernichtet): Um- und Erweiterungsbau, Innenraumgestaltung, Mobiliar usw.;
Jungholz (Tirol): Hotelgasthof „Sorgschrofen“: Neubau im Landhausstil, Innenarchitektur von außergewöhnlicher kunsthandwerklicher Qualität; Holzarbeiten mit Deckenintarsien, Dekors und Beschlägen, Mobiliar; Der Hotelgasthof „Sorgschrofen“ (1938) kann als Höhepunkt Ákos’scher Innenarchitektur betrachtet werden.
Der hohe Standard, den Ákos hier anlegte, trifft auch zu auf die in den 1930er Jahren entstandenen beziehungsweise umgebauten Geschäfts- und Wohnbauten wie u. a.: Optik- und Fotohaus Kössel, Immenstadt, Bahnhofstraße 16 (Umbau); Omnibusfuhrunternehmen Josef Schapfl, Krumbach, Robert-Steiger-Straße 48 (Neubau: Geschäftsräume, Garage und Werkstätten, Wohnhaus); Kaufhaus Baur, Fischen, Hauptstraße 7 (Umbau).

#### Arztpraxen und Apotheken
Ákos baute ebenso eine Reihe von Arztpraxen und Apotheken, fast durchgängig Neubauten im Landhausstil als Wohnhaus mit Praxis beziehungsweise Apotheke, einschließlich mobiliarer und technischer Ausstattung: In Kempten Augenarzt Dr. Hans Giulini, Ueblherstraße 7 (1927); Zahnarzt Dr. med. Ludwig Eberth, Förderreutherweg 7; Dr. med. Wilhelm Sepp, Legau, Hauptstraße 22 (beide 1928); Zahnarzt Dr. med. Carl Fischer, Bad Hindelang, Unterer Buigenweg 6 (1935); Zahnarzt Dr. med. Eugen Kühlewein, Nesselwang, Birkenstraße 4; Dr. med. Julius Oberndorfer, Landsberg am Lech, Katharinenstraße 21/3 (beide 1936/1937); „Apotheke Am Kurplatz“ (Wilhelm Düll), Oberstdorf, Freiherr-von-Brutscher-Straße 1 (1934/1936) und „Falken-Apotheke“ (Valentin Schneller), Bad Hindelang, Bad Oberdorfer Straße 16 (1935).
Die im Landhausstil errichtete „Apotheke Am Kurplatz“ besitzt noch heute eine Inneneinrichtung, die nach Expertengutachten als in Deutschland einzigartiges Kulturjuwel im Stil des Art déco gilt. Der Architekt und Innenarchitekt, der hier wiederum im Bunde mit dem Künstler Ákos stand, stattete die Räume mit Kirschbaumfurnieren und den angepassten, auf die Funktion der Institution verweisenden Intarsien aus. Unter den Bauunterlagen des Gebäudes befinden sich die originalen Freihandzeichnungen des Architekten einschließlich der Entwürfe für sämtliche Ausstattung wie Hängelampen oder Schilderträger der Schaufenster. Dieses wie in anderen Fällen auch von Schmiedeeisendekors geprägte Innenraumzubehör ist ebenfalls noch original erhalten. Diese unersetzbare Kulturgut sollte 2008 der Kettensäge zum Opfer fallen. Dies konnte durch den Einsatz von Gerlinde Hagelmüller vom Heimatbund Allgäu und von Ákos-Forscher Dieter Weber verhindert werden.

#### Banken
Seine Vielseitigkeit stellte Ákos auch als Architekt von Banken unter Beweis. Hatte er zu Beginn seiner Arbeit in Kempten die Allgäuer Vereinsbank umgestaltet, kamen Ende der 1930er Jahre weitere Geldinstitute hinzu, wobei auch in diesen Fällen sein Bemühen feststellbar war, Elemente der Kunst am Bau in die Gestaltung einzubringen.
Der Umbau der Allgäuer Vereinsbank muss für den jungen Ákos sowohl den Bauumfang als auch die Neugestaltung betreffend eine Herausforderung gewesen sein. Dass er diese gemeinsam mit einem Kollegen, der vorrangig für die technischen Arbeiten mit aufwändigen Statikberechnungen verantwortlich zeichnete, erfolgreich bestand, unterstreicht die Tatsache, dass über den Umbau des Bankhauses in der überregionalen Fachliteratur berichtet wurde.
Dafür spricht der funktionale Umbau als Bankgeschäft mit dekorativer Innengestaltung der Geschäftsräume sowie das Einziehen eines Zwischengeschosses und Einbau einer Dienstwohnung mit Kamineinbau sowie die Neugestaltung der Gebäudefassade. Beim Einsatz der Kunst am Bau kam es zur erstmaligen Zusammenarbeit mit Künstlern, die er während seines Studiums kennengelernt hatte: Josef Wackerle mit Plastiken und Ornamentik, Bildschmuck von Bildhauer Eugen Mayer-Faßold (beide in München).
In den Jahren 1938/1939 war Ákos mit drei Sparkassenbauten beschäftigt: Stadt- und Bezirkssparkasse Kempten, Bahnhofstraße 19 (Neubau als Sparkassenhauptstelle); Kreis- und Stadtsparkasse Günzburg an der Donau (sog. Brentanohaus), Marktplatz 8 (Umbau mit Einrichtung); Bezirkssparkasse Schongau, Münzstraße 36 (Umbau beziehungsweise Teilneubau mit Einrichtung).

#### Landwirtschaftsbauten
Gutshof Kurzberg mit Herrenhaus des Käsefabrikanten Alois Fischer, Oberdorf [Gemeinde Martinszell] am Niedersonthofener See, und Gutshof Markelsdorfer, Hölzlers Nr. 171 Kürnach (jeweils Neubau und Einrichtung nach Großbrand (beide 1932)); Gutshof Oberzeismering (Unternehmer Heinrich Nicolaus, Kempten und Seltmans): Fabrikationshallen und „Gefolgschaftshaus“ (1934); Tierzuchtaußenstelle, Günzburg an der Donau: Erweiterungs- und Neubau (1938).

#### Landhäuser
Andor Ákos erhielt durch den Oberallgäuer Kreisheimatpfleger Albert Wechs aus Bad Hindelang – bezogen auf seine Rolle bei der Ausbreitung des genannten alpenländischen Landhausstils, bei dessen Schöpfung und Ausprägung als Allgäuer Landhaustyp – den Ehrentitel eines „Leitwolfes, dem es viele dann nachmachten“.
Nach Wechs’ Einschätzung wäre der Siegeszug des Allgäuer Landhausstils ohne Ákos undenkbar, wenngleich viele seiner Nachahmer nicht das Niveau des Meisters erreichten und schon gar nicht dessen Credo entsprachen. Mag sich nicht jeder Fachmann diesem Urteil anschließen, so lässt sich jedoch unzweifelhaft die Schlussfolgerung ableiten, dass der Kemptener Architekt auf diesem Gebiet in der Region eine herausgehobene Position erlangte.
Das Vorbild für diesen Haustyp war das Allgäuer Bauernhaus. Ákos berücksichtigte bei der Errichtung seiner Landhäuser stets die Bebauung in der Umgebung. Er bevorzugte dabei – soweit technisch möglich und von den Bauherren befürwortet, die ihm wegen seiner Qualitätsarbeit meist freie Hand ließen – fast ausschließlich einheimische Baumaterialien, so aus Kostengründen landestypische Hölzer, diese aber stets hochwertig veredelt. Geteilte Stichbogenfenster mit Buntglas unterschiedlicher Gestaltung sowie Läden gliedern sehr oft die rau verputzte und doch ruhige Fassade. Weitere charakteristische Merkmale seiner Bauten waren Naturstein und Klinker, Deckenbalken – oft wuchtig, aber im Ensemble wirkend –, Treppengiebel, Rundbogentüren und -fenster. Außentüren aus Eichenholz, Innentüren meist aus Nadelhölzern und schmiedeeiserne Details am Äußeren und in der Inneneinrichtung sind häufig. Neben Holz und Naturstein, den meist formbestimmenden Baustoffen, war rustikal wirkendes Schmiedeeisen in vielerlei Formen und zu verschiedenen Zwecken ein bei ihm beliebtes Material; im Außenbereich als Geländer und Fenstersicherungen; Schmuckelemente und Wandlampen, als Leuchter, Zimmerlampen und Aufhängungen in den Innenräumen. Die hier genannten Aspekte seiner Formsprache und Stilmittel treffen insbesondere auf dem von ihm wesentlich mitbestimmten alpenländischen Landhausstil zu, aber nicht ausschließlich, weil er sie auch in sakralen und sogar gewerblichen Bauten einsetzte.
Seine ganzheitliche Arbeitsweise, also die schlüsselfertige Übergabe des Bauwerks einschließlich Inneneinrichtung mit komplettem Mobiliar, fand allgemein gerade bei der Errichtung seiner Landhäuser Anwendung. Bei gutbetuchten Bauherren vermochte er zudem meist seinem Streben, seine Bauprojekte möglichst mit Kunst am Bau zu verbinden, Ausdruck verleihen. Ákos war aber keineswegs ausschließlich der Liebling dieser Bauherrengruppe. Er baute auch Landhäuser für weniger wohlhabende Auftraggeber bei gleicher ganzheitlicher, akkurater Vorgehensweise, eben mit etwas verringerter Grundfläche. Ein Beispiel dafür ist das Haus Speiser in Wildpoldsried (1937).
Hier können nur eine Auswahl der von Ákos geschaffenen Neu- beziehungsweise Umbauten im Landhausstil beispielhaft erwähnt werden, wobei Gasthöfe und Geschäfts- und Wohnhäuser, wie Arztpraxen und Apotheken, die in diesem Stil gebaut wurden, hier ungenannt bleiben:
- Landhaus Schellhorn in Kempten, Lindauer Straße 29 (1924/1925)
- Landhaus in Seltmans, Heinrich-Nicolaus-Straße 9 und 11 (1925)
- Landhaus für Albert Rinker in Kempten, Ellharter Straße 55 (1927)
- Landhaus für die Schriftstellerin Irma Schwarzenauer in Bad Hindelang, Jahnstraße 10
- Landhaus für den Postbeamten Gilbert Rohmoser in Bad Hindelang, Jahnstraße 8
- Landhaus für Geschwister Thanner in Nesselwang, Blütensteig 6
- Landhaus für den Gutsbesitzer und Unternehmer Alois Fischer in Oberdorf (Gemeinde Martinszell), Seewiesenweg 3 (alle 1935)
- Landhaus für den Sägewerksbesitzer Michael Pröbstl in Altenstadt bei Schongau, Reiterweg 9
- Sommer- und Jagdhaus für den Käsewerksbesitzer Alfred Hindelang in Steingaden, Welfenstraße 13c
- Landhaus für den Bankdirektor Dr. Walter Seidel in Oberstdorf, Plattenbichlstraße 11
- Landhaus Birkeneck für Dr. Otto Boeckner in Oberstdorf, Ludwigstraße 3
- Landhaus für Bankdirektor Fritz Schmid in Oberstdorf, Katharinenstraße 3 (alle 1936)
- Landhaus für den Besitzer der Traubenbrauerei Johann Konle in Günzburg, Christa-Wall-Straße 27[9]
- Landhaus für Wilhelm Witzel, den besitzer des „Grünland“-Käsewerks, in Kempten, Haubensteigweg 29
- Landhaus für den Studienrat Gottlob Schüßel in Kempten, Leichtleweg 9 (alle 1939)

Zu nennen wären hier auch die zehn Einfamilienhäuser in der Siedlung Ueblherstraße / Hermannstraße, die 1927 von Ákos gebaut worden wurden, von denen jedoch die beiden etwas abseitigen Häuser an der Hermannstraße (für Gewerbehauptlehrer Anton Schall und Kaufmann Jakob Diegel) dem erst später ausgeprägten Landhausstil entsprechen. Die Häuser auf beiden Seiten der Ueblherstraße sprechen noch eher die Formsprache des städtischen Wohnhauses.

#### Sehnsucht nach Heimat und Integration
Neuere Forschungsergebnisse legen den Gedanken nahe, dass Andor Ákos noch während seines Studiums in München davon träumte, Kunstmaler zu werden, obwohl seine künstlerischen Ambitionen tatsächlich unvermittelt schon nach dem Abitur an der Lenkung durch seinen Ernährer Max Klein geplatzt waren, weil dieser den Sohn in einen einkommenssicheren Beruf sehen wollte. Ob Ákos aber schon damals die Bestimmung zum Architekten als endgültig betrachtete, kann nicht ohne Gegenargument im Raum stehen bleiben – zumal die Wahl der Studienrichtung, die ja gewisse zeichnerische Befähigung voraussetzt, nicht ohne seine Mitsprache erfolgte.
Bei einem Blick auf das künstlerische Werk von Andor Ákos anhand des mit Sicherheit noch unvollständigen Werkverzeichnisses mit rund 250 Gemälden, Grafiken und Zeichnungen fällt auf, dass die übergroße Anzahl davon in die erste Hälfte der 1920er Jahre zu datieren sind. Der Beschäftigung mit der Kunst, seinen Ambitionen als Zeichner, Maler und Grafiker, ging er damals in vielfältigster Form nach. Sie diente ihm – wohl aus der Not in der Nachkriegszeit im Allgäu geboren – auch zur finanziellen Aufbesserung des Lebensunterhalts. Das betraf vor allem seine damaligen grafischen Auftragsarbeiten. Fast könnte man meinen, er wäre damals noch auf der Suche nach der endgültigen beruflichen Bestimmung gewesen – Architekt oder Künstler. Noch fand er in der frühen Kemptener Zeit vielfältige Inspiration und ausreichend Muße zum Malen und Zeichnen.
Diese unverzichtbaren Voraussetzungen, um das künstlerische Talent entfalten zu können, wurden ihm später durch die Belastungen des Architektenberufs genommen. Angesichts der Fülle von Bauaufträgen in der Zeit von 1934 bis zum Kriegsausbruch 1939 musste er zugunsten seiner Bauherren Abstriche auf dem Terrain der künstlerischen Selbstverwirklichung machen. Es scheint auch so, dass die Machtübertragung an die Nazis und die seitdem um sich greifende kunstfeindliche, geistig verengende Atmosphäre in Deutschland für seine damals zu verzeichnende künstlerische Abstinenz mitverantwortlich waren, konkrete Anhaltspunkte in den Quellen lassen sich dafür aber nicht finden. Die quellenkritische Gesamtschau führt allerdings zwingend zu dieser Fragestellung. Sie darf durch die weitere Forschung daher nicht außer Acht gelassen werden.
Die Weichenstellung zur endgültigen beruflichen Bestimmung als Architekt erfolgte – wie bereits in Rede stand – schließlich durch die Praxis. Denn bald drückte diese ihm den Stempel der Entscheidung auf – auch wegen der hohen Ansprüche an die eigene Leistung. Erleichtert wurde ihm die Entscheidung durch die rasche öffentliche Anerkennung seiner Arbeit. Je mehr er in diese Rolle fand, umso weniger empfand er die Kunst als wirkliche Profession, sondern eher als Neigung, verbunden mit dem Wunsch nach künstlerischer Reflexion seiner geistig-kulturellen Wertevorstellungen in seinen Architekturwerken. Professionell nutzte er sein künstlerisches Talent dann auch im hinreichenden Maße, um dieses in seine Aufgaben einfließen zu lassen.
Andor Ákos mochte das Allgäu bald sehr und eroberte es für sich immer wieder malend. Viele der hier lebenden Menschen lernte er schnell schätzen, und diese umgekehrt ihn. Man kann es Sehnsucht nach Heimat, Integration und gesellschaftlicher Anerkennung nennen, die ihn hier antrieb. Zugleich offenbarte er dabei sein soziales Gewissen mit Opferbereitschaft und christlicher Mildtätigkeit gegenüber den Schwachen und Unterprivilegierten. Dank dessen, aber natürlich ebenso durch sein künstlerisches Talent und seinen unermüdlichen Fleiß und seine Leistungen als Baufachmann und nicht zuletzt durch seine gewinnende, liebenswürdige Art vermochte er, die Zurückhaltung der Allgäuer gegenüber den Auswärtigen relativ schnell zu überwinden. Schon bald galt er als beliebter Mitbürger.
Sowohl sein Integrationsstreben als auch seine soziale Ader sind in den frühen 1920er Jahren in seiner Malerei wie in seinem damaligen ehrenamtlich-öffentlichen Engagement erkennbar. Dies und sein Aufstieg in die Elite der Stadt Kempten reflektieren sich in der zeitgenössischen Presse. Im Verlaufe des Jahres 1920, also noch im Jahr seines Zuzugs nach Kempten, trat er dem unter der Ägide von Oberbürgermeister Merkt stehenden Historischen Verein Allgäu zu Kempten bei. Damals konnte er im Auftrag dieses Vereins und des Bürgervereins seine Fähigkeiten als Künstler und Ausstellungskurator unter Beweis stellen, als er eine Präsentation „Kemptener Familienbilder“ vom 22. bis 28. August 1920 zu Wege brachte, zugleich entwarf er das Ausstellungsplakat.
Nachdem Ákos ins Allgäu gekommen war, begann er sofort, sich der Region malerisch zu nähern. Und bereits im Februar 1923 durfte er als „Reingschmeckter“, wie die Auswärtigen genannt werden, erstmals im Allgäu mit einer eigenen Ausstellung von Kunstwerken an die Öffentlichkeit treten. Damals präsentierte er in der Oechelhäuser'schen Buchhandlung in Kempten neun Lithografien. Ein Jahr später durfte er einige seiner Kunstwerke in mehreren Ausgaben der Zeitschrift „Jugend“ publizieren, der damals renommiertesten Zeitschrift für Kunst und Literatur, die einer ganzen Stilrichtung, dem Jugendstil ihren Namen gab.
Es folgten weitere Beteiligungen an künstlerischen Präsentationen und eigene Ausstellungskonzipierungen. Er wurde nun als hier angekommener Mitbürger und Künstler wahrgenommen und durfte sich auch als solcher verstehen.
Der bekannte Kemptener Künstler Heinz Schubert nannte Andor Ákos einen exzellenten Porträtisten. Die im Allgäu-Museum und Stadtarchiv aufbewahrten Zeichnungen dieses Genres legen davon Zeugnis ab. Ákos schuf diese, Kemptener Persönlichkeiten wiedergebend, alle im Jahr 1932, darunter das bekannte Porträt von Max Förderreuther.

### Andor Ákos im Dritten Reich
Das Streben von Andor Ákos, der seit Mitte der 1920er Jahre zur Kemptener Elite gehörte, nach gesellschaftlicher Anerkennung durch harte Arbeit und öffentliches Engagement setzte sich auch nach der Machtergreifung durch das Hitler-Regimes am 30. Januar 1933 unvermindert fort. Er war ein Verfechter deutschnationaler Anschauungen, wodurch sich – wie bei vielen anderen gleicher politischer Ausrichtung – Anlehnungen an nazistische Ideologien ergaben. Seine Arbeit als Architekt konnte er ohne jede Behinderung weiter ausüben.
Andererseits zeigten ihm die damaligen Umstände sehr schnell, dass neuen Zeiten angebrochen waren, die ihn zu einer drastischen Reaktion zwangen, die zugleich die damalige Stimmung in Deutschland in bemerkenswerter Weise charakterisiert. Es handelt sich um eine „Erklärung“, veröffentlicht im „Allgäuer Tagblatt“, mit der Ákos gegen die Diffamierung seiner Person vehement Stellung bezog: „Von beruflich interessierter Seite wird neuerdings gegen mich das Wort »Ausländer« in schädigender Absicht angewendet. Ich stelle hierzu Folgendes fest: Wohl bin ich in dem verbündeten und befreundeten Ungarn, das vor und während des Weltkrieges doch nie als Ausland galt, als Sohn ungarischer Eltern geboren. Seit 23 Jahren lebe ich in Deutschland. Diese Zeit wurde nur durch den Weltkrieg unterbrochen, den ich als Offizier des 1. Tiroler Kaiserjägerregimentes die vier vollen Kriegsjahre hindurch an der vordersten Front verbrachte ... 7 Tapferkeitsauszeichnungen bis zum höchsten, dem »Orden der Eisernen Krone« wurden mir zuteil. Seit 13 Jahren bin ich bayerischer Staatsangehöriger und lasse mich bezüglich meiner rechtlichen und inneren Zugehörigkeit zu Deutschland nur von dem belehren, der seine Pflicht der deutschen Heimat gegenüber besser erfüllt hat als ich. Diplom-Ingenieur A. Ákos, Architekt, Kempten“.
Um diese Stellungnahme verstehen zu können, muss deren Hintergrund ausgeleuchtet werden. Es war die Zeit des ersten „Judenboykotts“ im April 1933, der dazu führte, dass Kemptener Geschäftsleute in der Tagespresse „Erklärungen“ abgaben derart: »Wir sind keine Juden!«. Sie setzten sich damit gegen Angriffe und Belästigungen durch die SA zur Wehr, die ganz augenfällig durch Versuche von konkurrierenden Geschäftsleuten ausgelöst worden waren, sich mittels der „Judenkeule“ ihrer Mitbewerber zu entledigen.
Die neuere Forschung konnte inzwischen Quellen beibringen, wonach Trittbrettfahrer des „Judenboykotts“ im Architektengewerbe schon damals Gerüchte über den „Juden“ Ákos streuten, um diesen auszuschalten.
Anzunehmen ist, dass diese Vorgänge eine Rolle dabei spielten, dass der Freiberufler, der schon längst Mitglied im „Bund Deutscher Architekten“ (BDA) war, nun auch Mitglied im NS-„Kampfbund deutscher Ingenieure und Architekten“ (KDIA) wurde. Fragen wirft allerdings seine Mitgliedschaft in der von den Nazis geschaffenen Berufsorganisation „Reichskammer der Bildenden Künste“ auf, da der Künstler Ákos seit 1933 de facto verstummt war. Da keinerlei Zeugnisse einer Aktivität in diesen Organisationen bekannt sind, müssen diese Mitgliedschaften als Mitläufertaktik verstanden werden.
Der Automobilist und Liebhaber PS-starker Kraftfahrzeuge trat 1933 auch dem Nationalsozialistischen Kraftfahrerkorps bei. Diese Mitgliedschaft währte allerdings nicht lange, weil man ihm die Zugehörigkeit im als elitär angesehenen Verein „Schlaraffia Cambodunum“ ankreidete. Noch bevor die Schlaraffia ihr Vereinsleben in Deutschland einstellen musste, schloss man Ákos aus dem NSKK aus. Obwohl er 1934 die Schlaraffia verließ, lebte seine Mitgliedschaft im NSKK nicht wieder auf. Dieser Vorfall schadete ihm aber gesellschaftlich und beruflich nicht, erhielt er doch im Jahre 1935 anlässlich des NS-Feiertages „Tag der Arbeit“ sogar den Auftrag für die Gestaltung des Kornhausplatzes.
Über die Ursachen des Todes von Andor Ákos waren bis vor wenigen Jahren allein auf Zeitzeugenaussagen beruhende Geschichten im Umlauf. Danach soll er sich wegen seines nationalen Selbstverständnisses und seines Patriotismus mit Kriegsbeginn 1939 freiwillig zur Wehrmacht gemeldet haben, wodurch sich infolge einer aus militärischem Ehrgeiz angestrebten Beförderung zum Hauptmann und einer dabei festgestellten jüdischen Abstammung die letztlich tödlichen Konsequenzen ergeben haben sollen. Die Forschung konnte inzwischen Quellen beibringen, dass dies keineswegs so war, zumindest nicht so geradlinig. Er ging keineswegs freiwillig zum Dienst in der Wehrmacht, sondern er wurde in die Reserve einberufen, erhielt er im Sommer 1938 die Einberufung zu einem zweiwöchigen Reservistenlehrgang an die Pionierschule nach Berlin-Karlshorst.
Mit Kriegsbeginn wurde Oberleutnant d. R. Andor Ákos als Kompaniechef einer zur Westfront gehörenden Baueinheit im badischen Kinzigtal/Schwarzwald stationiert. Von seinem Dienststandort Bollenbach (heute zur Stadt Haslach gehörig) aus leitete er für das Wehrmachtstraßenbauwesen die Arbeiten für eine Zufahrtsstraße in Richtung auf einen Rheinübergang. Im Frühjahr 1940 reichte seine vorgesetzte Frontwehrmachtsdienststelle ihn planmäßig zur Beförderung zum Hauptmann ein. Da jedoch die Unterlagen seiner vorherigen Beförderung zum Oberleutnant am Ende des Ersten Weltkrieges nicht beizubringen waren, ersuchte das für Ákos zuständige Wehrbezirkskommando (W.B.K.) Kempten-Allgäu die so genannte „Wehrevidenzstelle Wien“ um Zusendung der Wehrstammrolle. Die „Wehrevidenzstelle Wien“ war diejenige Personalinstitution der Wehrmacht, die ausschließlich in dem 1938 „Heim ins Reich“ geholten Österreich existierte und als solche die Unterlagen der ehemaligen Offiziere der k.u.k. Monarchie beziehungsweise der 1918 entstandenen Republik Österreich verwaltete. Das W.B.K. Kempten-Allgäu erhielt im Juni 1940 schließlich die Wehrstammrolle und informierte die NSDAP-Kreisleitung Kempten über den in der Wehrmacht dienenden Juden Ákos, der zudem „Rassenschande“ nach damaligen „Gesetzen“ aufgrund seiner 1936 erfolgten Verheiratung mit einer „Arierin“ begangen hatte. Von der NSDAP-Kreisleitung Kempten, die es nicht im „Reichsinteresse“ ansah, wenn die Sache öffentlich ruchbar werden würde oder gar ein Prozess stattfinden sollte, ging dann die schriftliche Aufforderung zum Suizid aus.
Ákos war sich bewusst, dass er die Wahl zwischen Pest und Cholera hatte, die Wahl zwischen einer Flucht mit ungewissem Ausgang auf der einen und dem Freitod auf der anderen Seite. Bei einer Flucht bestand die Gefahr des Scheiterns und eines noch demütigenderen Strafverfahrens wegen Fahnenflucht mit der unvermeidlichen Hinrichtung. Durch den Freitod und das militärische Ehrenbegräbnis auf dem Heldenfriedhof sah er seine Menschenwürde und seine Ehre als deutscher Offizier gewahrt.
Der Schuss, der das Herz des ehemaligen Oberleutnants der Tiroler Kaiserjäger im vornehmen, direkt neben Schloss und Park Schönbrunn gelegenen Hotel „Kaiserpark“ in Wien treffen sollte, verletzte seine Lunge. Am 1. Juli 1940 erlag Andor Ákos in einem Wehrmachtslazarett seinen schweren Verletzungen. Die Wahl des Ortes der Tragödie war wie stets bei ihm kein Zufall. Er wählte ihn in bewusster Tradition und Verbundenheit mit dem Kaiser der k.u.k. Monarchie, dem Regimentsinhaber des 1. Tiroler Kaiserjägerregimentes. Vor Kaiser Franz Josef hatte Ákos mit seinen Kameraden 25 Jahre vorher, mitten im blutigen Krieg, im Park Schönbrunn paradiert, bevor sie an die Alpenfront versetzt wurden. Auf dem Tisch in seinem Hotelzimmer lagen alle seine Orden, auch der, den er durch den Kaiser Karl, Franz Josefs Nachfolger, persönlich erhalten hatte.
Einige Tage später erreichte der Widerhall dieses Schusses die Stadt Kempten im Allgäu verbunden mit schweren seelischen Erschütterungen für nicht wenige ihrer Bürger. Sie wirken bis in die heutigen Tage nach.
Außer der Persönlichkeitsstruktur, die bei einem Suizid von tragender Bedeutung ist und im Falle Ákos darauf hinauslief, dass für ihn als deutscher Offizier Fahnenflucht und KZ-Haft oder gar eine Verurteilung zum Tode als unehrenhafte, unannehmbare Konsequenz wahrgenommen wurden, war ein anderer Fakt von enormer Bedeutung für seinen Freitod. Wie sich nach seinem Ableben zeigte, blieb seine Ehefrau von Verfolgung, dem Einzug des Familienvermögens und der Aberkennung der Versorgungsansprüche verschont. Ebenfalls eine Rolle haben Rücksichten auf seine Freunde und Geschäftspartner gespielt. Tatsächlich blieben diese von Nachteilen unbehelligt.
Letztlich bleibt als Tatsache, dass Andor Ákos in den Tod getrieben wurde, verursacht durch die Konsequenzen der 1935 erlassenen verbrecherischen „Nürnberger Gesetze“, die Partnerbeziehungen zwischen Bürgern »deutschen oder artverwandten Blutes« – »Arier« im NS-Sprachgebrauch – einerseits und Juden und anderen als »rassisch minderwertig« deklarierten Volksgruppen andererseits unter Strafe stellten. Seine Menschenwürde und seine Offiziersehre waren diesem Mann heilig. Diese wollte er sich nicht durch die ehrlose, verbrecherische Ideologie und Politik des Nazi-Staates nehmen lassen. Mit seiner Tat bot er dem Unrecht die Stirn – im wahrsten Sinne des Wortes. Nur so erhält sein Freitod eine nachvollziehbare Erklärung.

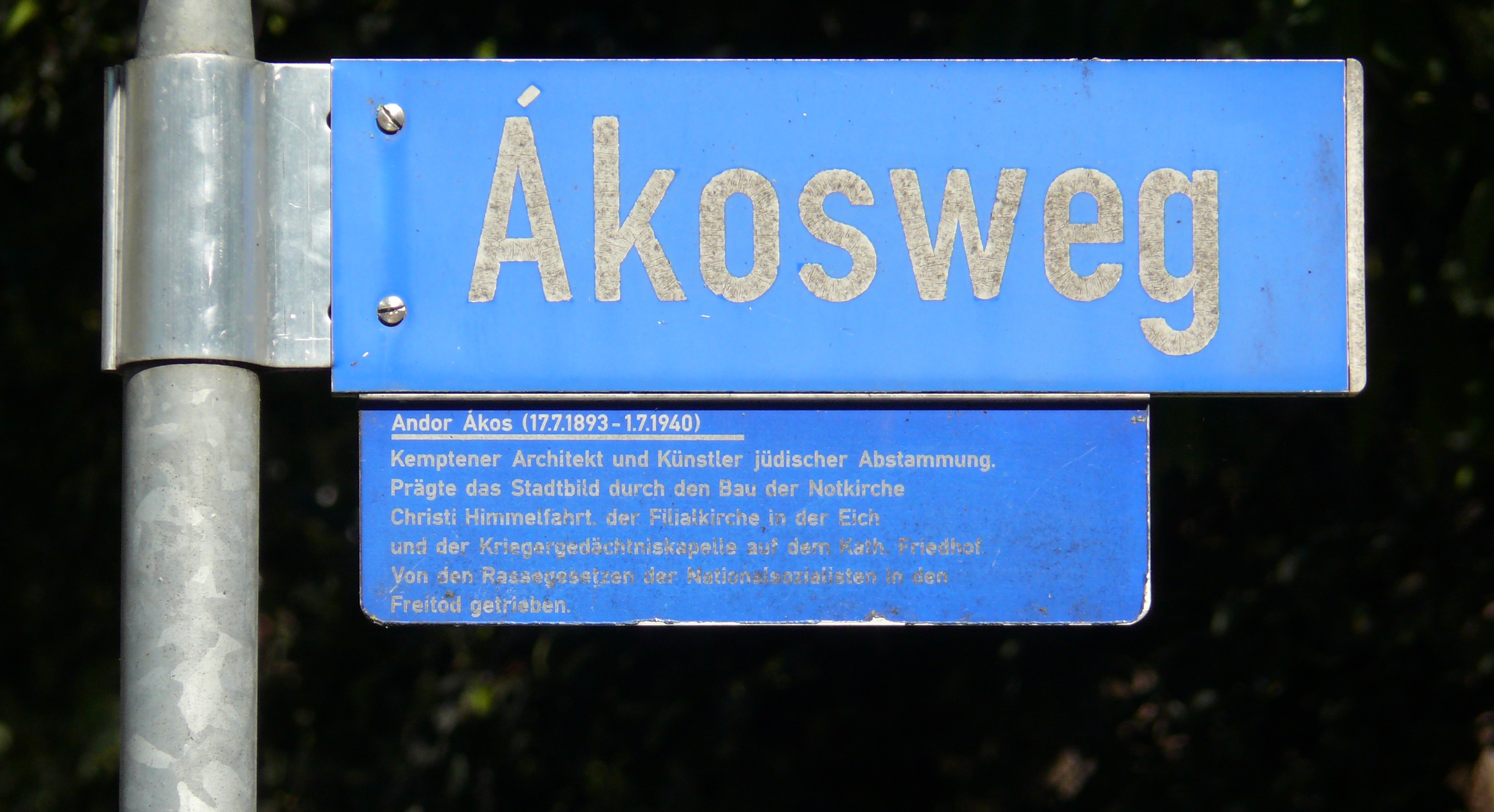
Straßenschild in der Eich

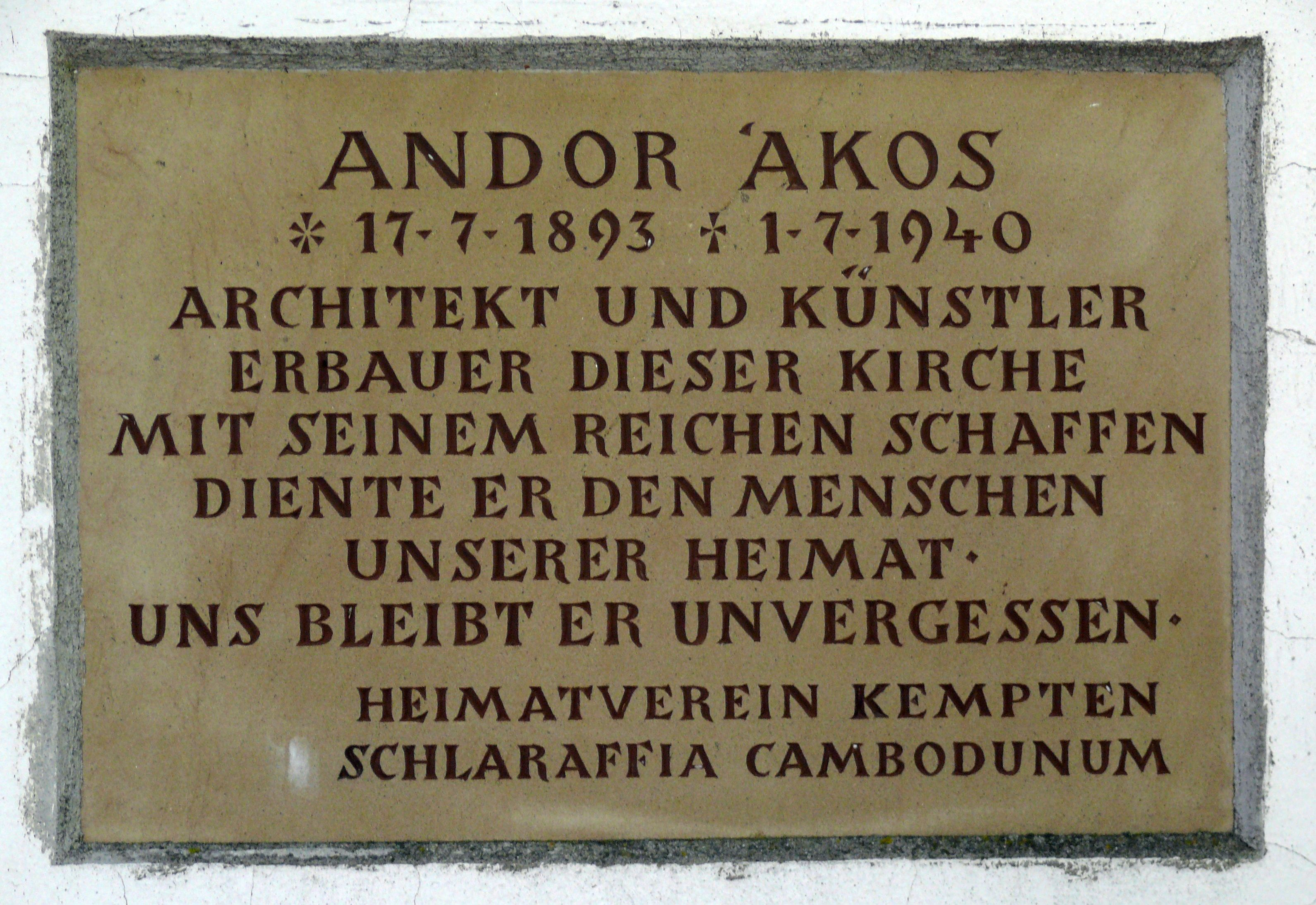
Gedenktafel an der Kirche

Andor Ákos war das erste Todesopfer in der Stadt Kempten infolge der nazistischen Judenverfolgungen. Im Jahr 1990 erhielt im Kemptener Stadtteil Eich die Straße, in der die vom Architekten 1938 erbauten Kirche Maria Hilf steht, den Namen „Ákosweg“.
Der Heimatverein Kempten und der von Ákos im Jahre 1929 mitbegründete Verein „Schlaraffia Cambodunum“ brachten gemeinsam hier 2005 eine Gedenktafel an. Seit Juli 2010 erinnert ein von Dieter Weber initiierter „Stolperstein“ im Pflaster vor dem „Gasthof zum Stift“, dem letzten Wohnhaus des Architekten in Kempten, unterhalb des Erkers, wo einst sein Schreibtisch stand, an diesen. Im Rahmen der Feierstunde zur ersten „Stolperstein“-Verlegung in der Illerstadt übergab der Großneffe von Ákos, Luigi Castagna aus Toronto – die Witwe des Architekten Gertrud Ákos war 1973 mit der Familie ihrer Nichte Karla Castagna nach Kanada ausgewandert –, weitere Materialien für den inzwischen etablierten Teilnachlass im Stadtarchiv Kempten.